# بخش جاجپور
بخش جاجپور (به انگلیسی: Jajpur district) یک بخش در هند است که در اودیسا واقع شده‌است. بخش جاجپور ۸۷٫۶۹ کیلومتر مربع مساحت و ۱٬۹۰۰٬۰۵۴ نفر جمعیت دارد و ۳۳۱ متر بالاتر از سطح دریا واقع شده‌است.